# Karl Johan August Gardsten
Karl Johan August (K. J. A.) Gardsten, född 6 januari 1873 i Sanda socken på Gotland, död den 31 december 1928 i Visby, var en svensk fotograf.
Karl Johan August Gardsten var en välkänd fotograf på Gotland som etablerade sin firma den 1 maj 1900. Han övertog 1904 fotograf Nils Johan August (N. J. A.) Lagergrens ateljé på Skeppargatan i Visby men flyttade sedan sin verksamhet till Adelsgatan 40 då han tog över Laura Stenmans ateljé. År 1915 var K. J. A. Gardsten byggherre för en kombinerad bostad- och affärslokal på Adelsgatan 32 som också fungerade som ateljé. Han hade dessutom filialer både i Roma och på Visborgsslätt.